# Torneo Euskaldun
Le Torneo Euskaldun est un classement qui prend en compte les résultats d'une quinzaine de courses d'un jour amateurs disputées tout au long de la saison dans la Communauté autonome du Pays basque, et en Navarre. Créé en 1998, seuls les coureurs âgés de 19 à 26 ans peuvent participer aux manches du tournoi. Il existe également un classement par équipes.

## Attribution des points
Des points sont attribués aux 15 premiers coureurs de chaque course. Chaque coureur marque des points correspondant à son classement réel dans chaque épreuve. Le classement général s'établit par l'addition des points ainsi obtenus.
| Position | 1  | 2  | 3  | 4  | 5  | 6  | 7 | 8 | 9 | 10 | 11 | 12 | 13 | 14 | 15 |
| Points   | 15 | 14 | 13 | 12 | 11 | 10 | 9 | 8 | 7 | 6  | 5  | 4  | 3  | 2  | 1  |

## Courses
Pour la saison 2017, les épreuves prévues au calendrier sont les suivantes :
| - Zumaiako Saria - Mémorial Aitor Bugallo - Lazkaoko Proba - San Isidro Sari Nagusia - Subida a Urraki - San Gregorio Saria - San Martín Proba - San Juan Sari Nagusia - Prueba Azcona | - Premio San Pedro - Dorletako Ama Saria - Xanisteban Saria - Circuito Aiala - Leintz Bailarari Itzulia - Laudio Saria - San Bartolomé Saria - Prueba Alsasua |  |

## Palmarès
| Année | Vainqueur               | Deuxième                 | Troisième                |
| ----- | ----------------------- | ------------------------ | ------------------------ |
| 1998  | Mikel Artetxe           | Josu Isasi               | Pedro Arreitunandia      |
| 1999  | Rubén Oarbeaskoa (es)   |                          |                          |
| 2000  | Gorka González          |                          |                          |
| 2001  | Lander Euba             |                          |                          |
| 2002  | Joseba Albizu           |                          |                          |
| 2003  | Mikel Elgezabal (es)    | Jokin Ormaetxea          |                          |
| 2004  | Xabat Otxotorena        |                          |                          |
| 2005  | Francisco Gutiérrez     |                          |                          |
| 2006  | Francisco Gutiérrez     |                          |                          |
| 2007  | Fabricio Ferrari        |                          |                          |
| 2008  | Andrey Amador           |                          |                          |
| 2009  | Fabricio Ferrari        | Mikel Filgueira          | Carlos Juez              |
| 2010  | Paul Kneppers           | Javier Iriarte           | Martín Iraizoz           |
| 2011  | Jorge Martín Montenegro | Gastón Agüero            | Pablo Torres             |
| 2012  | Borja Abásolo           | Markel Antón             | Arkaitz Durán            |
| 2013  | Higinio Fernández       | Borja Abásolo            | Julen Mitxelena          |
| 2014  | Aritz Bagües            | Mikel Bizkarra           | Julen Mitxelena          |
| 2015  | Mikel Iturria           | Rafael Márquez           | Aitor González Prieto    |
| 2016  | Egoitz Fernández        | Xuban Errazkin           | Marcos Jurado            |
| 2017  | Iker Azkarate           | Mikel Alonso             | Juan Antonio López-Cózar |
| 2018  | Martí Márquez           | Iker Ballarin            | Víctor Etxeberria        |
| 2019  | Víctor Etxeberria       | Andoni López de Abetxuko | Unai Iribar              |
| 2020  | Jon Barrenetxea         | Unai Iribar              | Xabier Isasa             |
| 2021  | Xabier Berasategi       | Calum Johnston           | Javier Ibáñez            |
| 2022  | Xabier Berasategi       | Mikel Mujika             | Enekoitz Azparren        |
| 2023  | Julen Arriola-Bengoa    | Iker Mintegi             | Unai Zubeldia            |
| 2024  | Ander Ganzabal          | Iñaki Trujillo           | Aimar Erostarbe          |
| 2025  | Aimar Galdos            | Juan Pedro Lozano        | Jon Conejero             |